# Хиршманн, Ральф
Ральф Франц Хиршманн, (англ. Ralph Franz Hirschmann; 6 мая 1922 — 20 июня 2009) — американский химик немецкого происхождения, руководивший научной группой, которая впервые произвела синтез фермента — рибонуклеазы и получивший за это и другие достижения Национальную научную медаль США.

## Ранние годы и образование
Ральф Франц Хиршманн родился 6 мая 1922 года в Фюрте. В 1936 году эмигрировал со своей семьёй из нацистской Германии и поселился в Канзас-Сити, штат Миссури. Он стал натурализованным гражданином Соединённых Штатов в 1944 году. После окончания Оберлинского колледжа в 1943 году он три года служил в армии США на Тихоокеанском театре военных действий.
После завершения военной службы Хиршманн окончил Висконсинский университет в Мадисоне, получив в 1950 году степень доктора философии по органической химии.

## Карьера в области медицинской химии
Работая в компании Мерк и Ко, куда он был приглашён в качестве исследователя в 1950 году, он руководил группой, разработавшей метод синтеза фермента рибонуклеазы.
Об успешном результате было объявлено в январе 1969 года параллельно с результатами группы из Рокфеллеровского университета, возглавляемой Берндом Гутте и Робертом Брюсом Меррифилдом, которые также достигли синтеза того же фермента, используя другой метод.
Структура рибонуклеазы сравнительно проста: она состоит из 124 аминокислот, что логично сделало её мишенью для синтеза первого фермента. Сообщение о достижении было опубликовано на первой полосе в «Нью-Йорк Таймс» — там отмечалось, что «впервые был синтезирован фермент». Хотя немедленного применения не предвиделось, команда Merck отметила, что способность синтезировать ферменты открыла новый класс лекарств для потенциального терапевтического использования.
Команда Хиршманна построила процесс в виде синтеза аминокислотных групп длиной от шести до семнадцати, которые затем были собраны в две большие секции, и соединение этих секций образовало рибонуклеазу.
Подход Меррифилда заключался в сборке всего фермента путём последовательного присоединения по одной аминокислоте за раз на конце цепи.
В некрологе Хиршманна в The New York Times химик Дэниел Рич указал, что прорыв в синтезе фермента был «огромным открытием», которое «установило мост между химией и биологией», и что к моменту смерти Хиршманна это достижение стало «обычным делом».
Химик Гэри Моландер из Пенсильванского университета заметил, что «множество биотехнологических и фармацевтических компаний были основаны на разработках Хиршманна»,
и что «вся область биотехнологии » и новые классы лекарств, такие как ингибиторы протеазы для лечения СПИДа , были созданы благодаря его подходу.
В качестве главы отдела перспективных открытий компании Мерк с 1971 года и старшего вице-президента по фундаментальным исследованиям в химии с 1978 года и до пенсионного возраста 65 лет,
когда он покинул фирму в 1987 году, Хиршманн сыграл ключевую роль в разработке многих продуктов фирмы.

## Награды и признание
В 1999 году Хиршманн был избран членом Национальной академии наук США.
Он был награждён Национальной медалью науки в 2000 году президентом США Биллом Клинтоном, с формулировкой:
«за его основополагающий вклад в органическую и медицинскую химию, включая синтез в растворе фермента (рибонуклеазы), за его стимулирование исследований пептидов в фармацевтической промышленности и за его лидирующую роль в содействии междисциплинарным исследованиям в академических кругах и в промышленности, что привело к открытие нескольких широко назначаемых лекарств для здоровья человека и животных». Награду вручил 1 декабря 2000 года доктор Нил Фрэнсис Лейн, помощник президента по науке и технологиям.
Хиршманн получил премию Артура Коупа за достижения в области исследований в области органической химии от Американского химического общества в 1999 году
и Золотую медаль Американского института химиков в 2003 году.
В 1988 году исследовательским подразделением Merck Research Laboratories была учреждена Премия Ральфа Ф. Хиршманна по химии пептидов. Премия вручается «для признания и поощрения выдающихся достижений в химии, биохимии и биофизике пептидов».

## Поздние годы
После ухода из Мерк Хиршманн преподавал в Пенсильванском университете и Медицинском университете Южной Каролины до выхода на пенсию в 2006 году.
Хиршманн умер в возрасте 87 лет 29 июня 2009 года в результате почечной недостаточности в своем доме в Лансдейле, штат Пенсильвания.